# Konosja
Konosja (ryska Коноша) är en ort i Archangelsk oblast i Ryssland. Den ligger vid floden Konosja, ungefär 400 kilometer söder om Archangelsk. Folkmängden uppgick till cirka 11 000 invånare.
Orten grundades 1896 i samband med järnvägsutbyggnaden.